# Жаба-повитуха балеарська
Жаба-повитуха балеарська  (Alytes muletensis) — вид земноводних з роду жаба-повитуха родини круглоязикові.

## Опис
Загальна довжина досягає 34,7—38 мм. Самиці трохи більші за самців. Голова відносно велика. Очі великі і мають вертикальні щілиноподібні зіниці. барабанна перетинка доволі помітна. Тулуб сплощено. Шкіра є гладенька. З боків знаходяться великі бородавки. Кінцівки, пальці лап відносно довгі. Є три п'яткових горбики. Забарвлення дуже мінливе: темно-зелене, золотаво-зеленувате, оливково-зелене з чорними крапочками. Часто присутній чорний трикутник на голові позаду очей. Черево та нижня частина кінцівок — білі.

## Спосіб життя
Балеарська жаба-повитуха мешкає в суворому посушливому кліматі. Вона населяє глибокі печери. Зустрічається на висоті до 850 м над рівнем моря. Завдяки своїй будові без зусиль пробирається крізь вузькі щілини поміж каміннями. Активна вночі. Живиться дрібними комахами.
Розмноження відбувається у дощових калюжах. Самиця відкладає 7—12 яєць діаметром 5,4—7 мм. Самець піклується про ікру, як й інші представники цього роду. Личинки з'являються у травні. Пуголовки сягають 7,6 см завдовжки. Метаморфоз відбувається у червні.

## Поширення
Балеарській жабі-повитусі загрожує вимирання, оскільки вона мешкає на маленькій території в найспекотнішій і найсухішій гірській частині острова Майорка (Серра-де-Трамунтана). Дослідники знайшли скам'янілі останки цієї жаби в інших частинах Європи — це означає, що стародавній ареал виду був набагато ширший, ніж сучасний.